# دریک (سکه)
دَریک، سکه زر ایران در دوره هخامنشی منسوب به خشایارشا و داریوش بزرگ است. جنس این سکه از طلا است و روی سکه پادشاه یا سردار ایرانی با اندام نهشت بر زانوی راست، نیزه و کمانی را در دستانش گرفته‌است. پشت سکه طرح خاصی ندارد. با بررسی دیگر سکه‌های آن دوره مشخص شده پشت سکه‌ها طرح خاصی نداشته‌است.

## تاریخچه
ضرب این سکه را جزو اصلاحات پولی داریوش بزرگ هخامنشی برشمرده‌اند، ولی برخی باور دارند که دریک پیش از زمان او هم ضرب می‌شده‌است. آنچه مسلم است اینک ضرب سکهٔ زر از امتیازهای ویژه شاه بود. گمان می‌رود تاریخ نخستین ضرب سکه دریک ۵۱۴ پیش از میلاد باشد. وزن سکه، ۸/۳۵ تا ۸/۴۲ گرم بوده‌است.
در زمان هخامنشیان هیچ‌یک از ساتراپ‌ها و فرمانداران محلی حق نداشتند بدون پروانه داریوش بزرگ به نام خود سکه زنند، تنها اجازه داشتند با پروانه داریوش بزرگ سکهٔ نقره بزنند، چرا که ضرب سکهٔ دریک در انحصار مرکز بود.
یکی از مهمترین ایل های منطقه بکر و سرسخت رشته کوه زاگرس در لرستان نیز به همین اسم (دریک _دریک وند یا دیرکوند) نامگذاری شده است و به گفته ولادیمیر مینورسکی تاریخ شناس معروف، دریکوندها خزانه داران هخامنشی بوده اند. این ایل کهن زاگرس نشین از طوایف فراوانی تشکیل شده و محل سکونتش منطقه ای معروف به "بالاگریوه" که به معنای قامت آتشین (تیز و جسور) است میباشد، منطقه ای که زمانی جایگاه شاهان ساسانی، اشکانی و هخامنشیان بوده و یکی از ۶ گنجینه بزرگ جهان، همان گنج بزرگ غار کلماکره را در دل خود جای داده و نشان از ناگفته های بسیار دارد.
عیار سکه‌های دریک بسیار بالا بود و با آزمایش روی نمونه‌های به دست آمده روشن شده‌است که فلزش تنها ۳٪ آلیاژ می‌داشته‌است. این نابی بالا مایهٔ رواج این سکه شد و همواره سکه‌های طلای هخامنشی سخت معتبر بودند. در پایان دوران هخامنشی دودریکی هم ضرب شد. کیفیت سکه‌های زر در تمام دوران هخامنشی ثابت ماند.
نقش کماندار پارسی در درازای دو سده پادشاهی هخامنشیان دگرگونی‌هایی داشت. از آنجا که سکه‌های هخامنشی تاریخ ضرب ندارند از روی نشانه‌های دیگر نقش‌های مربوط به دوران هر پادشاه را تعیین کرده‌اند. سکه‌های هخامنشی جز موارد استثنایی تنها در یک سو دارای نقش هستند و پشت آن‌ها بیشتر فرورفتگی چهارگوش شکل و ناهمواری‌های نا به سامانی هست. این‌ها اثر قسمت برجستهٔ سندانی‌است که هنگام چکش‌زدن بر سکه گذاشته می‌شد.

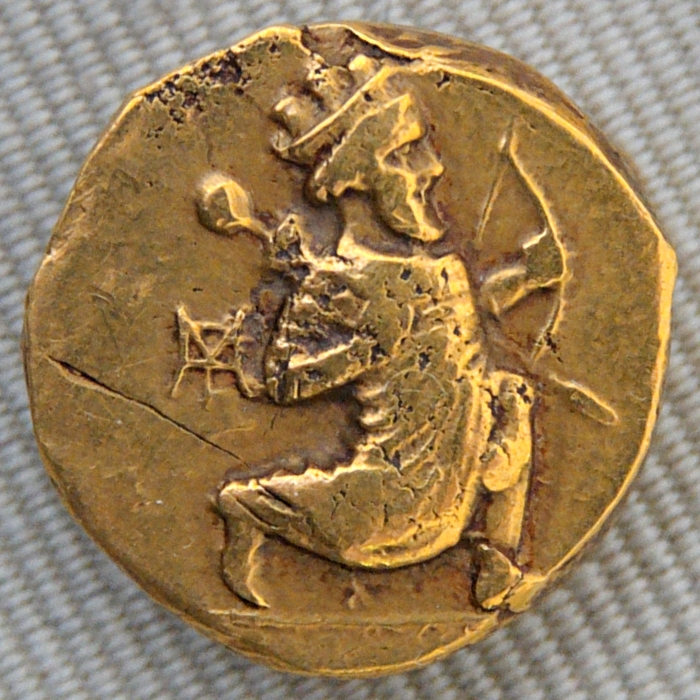
سکه ۲ دریکی که در پایان دوران هخامنشی ضرب می‌شد

در دورهٔ ۲۰۰ ساله پادشاهی هخامنشیان، سکه‌های نیم دریکی و یک چهارم دریکی نیز ضرب شدند.

## نام دریک
دریک  را داریک هم گفته‌اند، اما آوایش درست آن دَریک است. بنابر نظریه ارنست هرتسفلد، دریک از نام داریوش بزرگ گرفته شده‌است. ابراهیم پورداوود، ایران‌شناس، معتقد بود که یونانیان، نام سکه طلا در زمان داریوش بزرگ هخامنشی را چون منسوب به داریوش بزرگ بود به یونانی «دریکوس» (Dreikos) یا «داریک» یا «دریک» به معنی «داریوشی» می‌نامیدند. اما برخی پژوهشگران بر این باور هستند که دریک از واژه ذَریگ یا زریگ در زبان پارسی باستان به معنی زرین (صفت نسبی از ستاک «دَرَنیه» (در اوستایی «زَرَنیه») به معنی زر) گرفته شده‌است.

برخی پژوهشگران، این واژه را همراه دینار به عنوان نامی مناسب برای پول پیشنهاد داده‌اند و دینار را نامی رایج در شاهنامه دانسته‌اند. اما ابراهیم پور داوود، ایران‌شناس، ریشه واژه دینار را در اصل از واژه یونانی «دناریوس» می‌دانست.